# ロバート・ベーデン＝パウエル
初代ギルウェルのベーデン＝パウエル男爵ロバート・スティーヴンソン・スミス・ベーデン＝パウエル（英語: Robert Stephenson Smyth Baden-Powell, 1st Baron Baden-Powel of Gilwell, OM, GCMG, GCVO, KCB, DL、1857年2月22日 - 1941年1月8日）は、イギリスの軍人、作家で、スカウト運動（ボーイスカウト、ガールガイド）の創立者。

## 人物
ベーデン＝パウエル卿（Lord Baden-Powell）と呼ばれることも多く、またB-Pの愛称でも知られる。ロバートの名は蒸気機関車の発明者ジョージ・スチーブンソンの一人息子の鉄道技師ロバート・スチーブンソンが名付け親（了解を得て名付けられた）である。父ベーデン・パウエルはオックスフォード大学の幾何学教授、牧師であった。リベラルな神学者でもあり、当時の保守的な英国国教会と戦っていた。彼の主張は、科学的進歩はキリスト教の教義に反するものではなく合致するものである、というもので、チャールズ・ダーウィンは自著『種の起源』第三版の序でパウエル師の学説を高く評価している。母はヘンリエッタ・グレイス・スミス。海軍の名家であるスミス家の出身であった。ロバートは10人兄弟の8番目だった（うち3人は夭折）。妹はアグネス・ベーデン＝パウエル。妻はオレブ・ベーデン＝パウエル（愛称はレディ・B-P）。オレブとの間に一男二女（ピーター（命名は『ピーター・パン』から）、ヘザー・グレイス、ベティ・セントクレアー）を授かる。
軍人として最初期から、それまでの懐中時計に代えて積極的に腕時計を利用した人物でもあり、自著『マタベレの戦い』（1897年）にはリストウォッチに対する言及があり、これはこの言葉の用例としては最古のもの。また1895年7月に撮影されたとおぼしき彼の写真にはレザー・キャップ（革サック）型の腕時計をした姿が残っており、これは写真に残った男性用腕時計の記録としては最古のものと思われる。アフガニスタンにおいて、手旗信号を初めて陸上で使用した軍人でもある（それまでは海軍で用いられていた）。
ボーイスカウトでは、創始者である彼への敬意を表すため、彼の誕生日である2月22日に近い活動日に、B-P祭という団集会をする慣例がある。
絵画や彫刻にも長け、自筆の水彩画やペン画のイラストは自著の挿絵として数多く用いられた。

## 年譜
- 1857年 2月22日イギリス・ロンドン市内パディントンで生まれる。
- 1860年 父が死亡。父を称えて家族は姓をパウエルからベーデン＝パウエルに改めた。B-Pの母は35歳にして6男（ワリントン、ジョージ、アウグスタス、フランシス、彼、ベーデン）1女（アグネス）の7人の子供達を養うことになる｡
- 1868年 ローズ・ヒルスクールへ入学。
- 1870年 サリー州ゴダルミングのチャーターハウス・スクールへ入学。
- 1876年 俳優になりたいという夢を母親に反対されて受験したオックスフォード大学ベリオール・カレッジとクライストチャーチ・カレッジへの入学に失敗（この時の数学の試験官はルイス・キャロルで、B-Pのテストの出来について酷評した記録が残っている。[4]）。イギリス陸軍に入隊。第13軽騎兵連隊と共にインド・ラクナウに駐在。
- 1877年 中尉に昇進。
- 1878年 健康状態の悪化のため帰国。
- 1880年 第13軽騎兵連隊へ再任し、アフガニスタン・カンダハールへ移駐。
- 1881年 連隊がムトラへ移動。大尉に昇進。
- 1884年 最初の著書「偵察と斥候術」が出版される。連隊は南アフリカ・ダーバンへ。
- 1885年 ドラケンスバーグ山脈への独行偵察（3週間、600マイル）に成功。連隊はイギリス・ノリッジへ帰還。
- 1886年 ロシア陸軍・ドイツ陸軍の演習を個人的にスパイし、新型の機関銃やサーチライト、飛行船の情報を収集して持ち帰る。
- 1887年 1月、ドイツ陸軍・フランス陸軍の演習をスパイ。蝶の収集家に変装して偵察旅行を行い、蝶の羽根のスケッチに偽装して敵の軍事施設の見取り図を描いたエピソードは有名。12月、叔父のヘンリー・スミス将軍の副官として再びアフリカへ。
- 1888年 ナタールにおけるズールー族との戦いで、ズールーの族長ディズニル（ディニズールー）が放棄した集落から戦利品として、木製（アカシア・イエロー製）のビーズ数千個に紐を通した3mを超える長さの首飾りを手に入れる（このビーズが後のウッドバッジトレーニング（ボーイスカウトのリーダー研修）の修了した証である「ウッドバッジ」となった）。2008年現在では、当時のオリジナルビーズは、数か国でナショナルディレクターの証として使われており、英国連盟では6ビーズが制定されている。
- 1895年 フランシス・スコット卿の副官としてナタール州に移駐。マタベルの反乱においてズールー族、アシャンティの諸部族との戦いに参加。部族民たちは、B-Pの勇気、斥候技術、驚くべき追跡能力を見て、敵である彼を尊敬し、眠らないオオカミを意味する「インペーサ」の名を与えた。中佐に昇進。
- 1897年 大佐に昇進。彼は第5竜騎兵部隊を指揮するためインドに戻った。彼がここで発揮した斥候技術と教育システムは上層部に強い感銘を与えた。
- 1899年 ボーア戦争におけるマフェキングの包囲戦。南アフリカ・マフェキングで8000人以上の敵軍に217日間（1899年10月13日 - 1900年5月17日）包囲され、これに対して極少ない手勢（2個大隊及びマフェキングの一般市民）で勇戦。この時、9歳以上の少年達をサー・エドワード・セシル少佐を司令官とした「マフェキング見習い兵団」として組織。軍事情報の伝達、普通郵便の配達などの伝令業務と、当番兵、見張り役などとして重用した。少年達は徒歩、あるいは自転車を用いて任務を果たし、B-Pはその勇気と機知に感銘を受ける。
- 1900年 5月16日深夜から17日早朝にかけて、救援部隊がボーア軍の包囲を突破し、マフェキングが解放される（この救援部隊にはB-Pの弟、ベーデン・ベーデン＝パウエルも配属されていた）。この軍功により史上最年少の陸軍少将に昇任。南アフリカ警察隊の創立に着手。帰国後、“マフェキングの英雄”と呼ばれ、国中から賞賛される。その後、英国は同戦争で勝利する。
- 1903年 陸軍監察長官に就任（1907年まで在職）。
- 1904年11月 イートン校での講演で、ドイツの脅威と祖国防衛の必要性を訴え、日本の武士道への賞賛、中世騎士道の復活を提唱した。
- 1906年6月 雑誌「ボーイズ・ブリゲード・ガゼット」に「スカウティング・フォア・ボーイズ」の第一回が掲載される。これは編集者による大幅なカットがされたダイジェスト版であったが、それでも少年達に大好評を博し、これに影響された彼らは自主的に班を作り、“パトロール”活動を始める。これがボーイスカウトの基礎となった。7月、「シートン動物記」の作者アーネスト・トンプソン・シートンと知遇を得、互いの著書についての意見交換を行った（後にシートンは米国ボーイスカウト連盟の総長となる）。B-Pは、技能賞のバッジシステム、班名に動物の名前をつかうこと、各種のゲームなどについてをシートンの著作から採用している。
- 1907年6月 新聞・雑誌界の大立者アーサー・ピアスンから資金的な協力を取り付ける。8月1日ブラウンシー島にて様々な地域や階層出身の21名の少年と共にブラウンシー島でキャンプを行い、ボーイスカウトの実験を行う（ブラウンシー島実験キャンプ）。叙勲。
- 1908年1月28日 ロンドンに事務所を開設し、ボーイスカウト英国本部を設置。隔週発行で1冊4ペンスの「スカウティング・フォア・ボーイズ」を6分冊として発刊。
- 1909年 いわゆる「無名スカウトの善行」によりスカウト運動がアメリカ合衆国へ伝わる（ただし、既に米国でもスカウティングそのものは行なわれていた）。
- 1910年5月7日 陸軍を退役。その後、ボーイスカウト運動に専念する。米国ボーイスカウト連盟結成。妹のアグネス・ベーデン＝パウエルがガールガイド（ガールスカウト）を創設する。
- 1911年 ジュリエット・ローと知り合う。乃木希典大将と会見。
- 1912年1月 国王ジョージ5世が法人設立国王勅許状に署名し、英国ボーイスカウト連盟が公認される。B-P、世界一周旅行に出発。アメリカ、パナマを経て日本を訪問する。ジュリエット・ローとの婚約を破棄、10月30日に当時23歳だったオレブ・セントクレア・ソームズと結婚（この時B-Pは55歳）。結婚式は、お祭り騒ぎになるのを嫌った2人の意向により、ドーセット州パークストーンのセント・ピータース教会で、ごく親しい友人のみで執り行われた。
- 1919年 自らの地所ギルウェル・パークに隊長訓練所を開設。これは後にギルウェルコース、現在のウッドバッジコースに発展する（諸外国におけるウッドバッジコースとは日本における実修所に相当する）。
- 1920年 第1回世界ジャンボリーにおいて、参加しているスカウトから「世界の総長（チーフ・スカウト・オブ・ザ・ワールド）」に推挙される。
- 1921年5月17日 ロンドンにおいて、イギリス訪問中の昭和天皇（当時は皇太子）に謁見し、英国ボーイスカウト連盟の最高功労章であるシルバー・ウルフ章を贈呈する。
- 1922年 準男爵に叙任される。
- 1923年 ビクトリア十字勲章を授与される。
- 1927年 ノーベル平和賞の最終候補まで残るが､受賞を逃す｡
- 1929年 イギリス国王ジョージ5世から初代ベーデン＝パウエル男爵に叙される。
- 1934年 前立腺摘出の手術をうけ、一時危篤状態となる。
- 1935年 国際委員会（当時、現在の世界スカウト委員会）によりブロンズ・ウルフ章が贈られる。
- 1937年 8月9日、第5回世界ジャンボリー（オランダ･ハーグ）において、参加した2万7000人のスカウトに別れのスピーチを行う。
- 1938年 ケニアのニエリにコテージを購入。そこをパックス・トゥ(Paxtu)と名づけ、転居。
- 1939年 ノーベル平和賞の受賞が決定されたが､第二次世界大戦のためノーベル平和賞自体が取り消される｡
- 1941年1月8日 午前5時45分、激務で弱った心臓が鼓動を止めた。遺体はケニア山の麓ニエリに葬られたが、墓碑はロンドンのウェストミンスター寺院にあり、現在もボーイスカウトとガールスカウトの旗で飾られている。

## 称号
- マフェキングの英雄
- 初代ベーデン＝パウエル男爵（マフェキング男爵にとの声が高かったが、本人の強い希望によりギルウェル男爵となった）
- ボーイスカウトの「世界の総長」（チーフ・スカウト・オブ・ザ・ワールド）
- ノーベル平和賞候補

## 著作
- Reconnaissance and Scouting （偵察と斥候術）1884年
- Calvary Instruction（騎兵教範） 1885年
- Pig-Sticking or Hog-Hunting （猪突き、または豚狩り） 1889年
- The Downfall Prempeh （プレンペの没落） 1896年
- The Matable Campaign （マタベレの戦い） 1897年
- Aide to Scouting for N.C.Os and Men （下士官と兵士のための斥候術の手引き） 1899年
- Sport in War （戦争におけるスポーツ） 1900年
- Notes and Instructions for the South African Constabulary （南アフリカ警察隊のための指導要領） 1901年
- Sketches in Mafeking and East Africa （マフェキングと東アフリカのスケッチ） 1907年
- Scouting for Boys （スカウティング・フォア・ボーイズ）  1908年（初版）
  - 『スカウティング・フォア・ボーイズ』ボーイスカウト日本連盟 (日本語訳版)
- Yarm for Boy Scouts （ボーイスカウトのための冒険談） 1909年
- Scouting Games （スカウティング ゲーム） 1910年
- Handbook for Girl Guides（ガールガイドのためのハンドブック） 1912年…妹アグネス・ベーデン＝パウエルと共著
- Boy Scouts Beyond the Seas （海外のボーイスカウト） 1913年
- Quick Training for War （戦争のための緊急訓練） 1914年
- Indian Memories （インドの思い出） 1915年
- My Adventure as a Spy／ The Adventure of a Spy（スパイとしての私の冒険） 1915年
- Young Knights of the Empire （帝国の若き騎士たち） 1916年
- The Wolf Cubs Handbook （ウルフカブズ ハンドブック） 1916年
- Girl Guiding（ガール ガイディング） 1918年
- Aids to Scoutmastership（隊長の手引き） 1920年
- What Scouts can Do（スカウトが成し得る事） 1921年
- An Old Wolf's Favourites（ある老ウルフのお気に入り） 1921年
- Rovering to Success（ローバーリング・ツウ・サクセス） 1922年…元々は息子ピーターへの遺言として書かれた
  - 『ローバーリング・ツー・サクセス』ボーイスカウト日本連盟 (日本語訳版)
- Life's Snag and How to Meet Them（人生の障害とその対応の仕方） 1927年
- Scouting and Youth Movements（スカウティングと青少年運動） 1929年
- Lessons from the Varsity of Life（人生という大学からの教訓） 1933年
- Adventure and Accidents（冒険と事故） 1934年
- Scouting Round The World（世界をめぐるスカウティング） 1935年
- Adventuring to Manhood（一人前の男への剣路） 1936年
- African Adventure（アフリカでの冒険） 1937年
- Birds and Beasts of Africa（アフリカの鳥獣） 1938年
- Paddle Your Own Canoe（自分のカヌーは自分で漕げ） 1939年
- More Sketches of Kenya（ケニアのスケッチ 第2集） 1940年

## Baden-Powellの発音
ベーデン＝パウエル自身が自著「The Scoutmasters Guide from A to Z」に、
- 「Baden」を「Maiden」のように発音する
- 「Powell」を「Noel」のように発音する

と書いている。
- 日本のガールスカウトでは、ロバートベーデン=ポウエルとも呼んでいる

## 関連事項
- ボーイスカウト
- ガールスカウト
- ベーデン＝パウエル・ハウス
ロンドンのクイーンズゲートにはベーデン＝パウエル・ハウス (Baden-Powell House) というスカウト協会が運営する宿泊施設があり、B-Pの生涯について展示した私立博物館が併設されている。
- ベーデン＝パウエル山 （Mount Baden-Powell）
- ベーデン＝パウエル・ピーク
2007年のボーイスカウト発祥100周年記念に合わせ、ネパール王国とボーイスカウトネパール連盟などが協力し、Baden-Powel Peakという山（標高5825m）と、Baden-Powel Trekという登山エリアを設定した。